# Lutcher
Lutcher is een plaats (town) in de Amerikaanse staat Louisiana, en valt bestuurlijk gezien onder St. James Parish.

## Demografie
Bij de volkstelling in 2000 werd het aantal inwoners vastgesteld op 3735.
In 2006 is het aantal inwoners door het United States Census Bureau geschat op 3653, een daling van 82 (-2.2%).

## Geografie
Volgens het United States Census Bureau beslaat de plaats een oppervlakte van
8,8 km², waarvan 8,7 km² land en 0,1 km² water. Lutcher ligt op ongeveer 4 m boven zeeniveau.

## Plaatsen in de nabije omgeving
De onderstaande figuur toont nabijgelegen plaatsen in een straal van 16 km rond Lutcher.